# Буенависта (Атојак)
Буенависта (шп. Buenavista) насеље је у Мексику у савезној држави Веракруз у општини Атојак. Насеље се налази на надморској висини од 855 м.

## Становништво
Према подацима из 2010. године у насељу су живела 3 становника.

### Хронологија
| Година       | 2000         | 2005         | 2010 |
| ------------ | ------------ | ------------ | ---- |
| Становништво | 20 (10 / 10) | 27 (13 / 14) | 3    |

### Попис
| # | Индикатор                     | Вредност |
| - | ----------------------------- | -------- |
| 1 | Укупно домаћинстава           | 3        |
| 2 | Укупно насељених домаћинстава | 2        |
| 3 | Величина локације             | 1        |